# هنری فرانس
هنری فرانس (انگلیسی: Henry France؛ 1947 – 10 may ۲۰۰۵ (۵۷−۵۸ سال)) بازیکن فوتبال اهل غنا بود.
وی همچنین در تیم ملی فوتبال غنا بازی کرده‌است.